# 天国への階段 (白川道)
『天国への階段』（てんごくへのかいだん）は、白川道の小説、およびそれを原作としたテレビドラマ。

## 小説
2001年に幻冬舎から単行本が上下巻で出版された。同年に第14回山本周五郎賞候補作となった。現在は幻冬舎文庫版（上中下巻）が刊行されている。

## テレビドラマ
2002年4月8日から同年6月24日まで、読売テレビの制作により、日本テレビ系列で毎週月曜22:00 - 22:54（JST）に全12話が放送された。読売テレビ制作のドラマとしては初のハイビジョンで撮影された作品となった。平均視聴率は7.2%。

### あらすじ
北海道の馬産地・浦河町絵笛。牧場を騙し取られ、父親を自殺に追い込まれ、最愛の女性にも裏切られた男・柏木圭一が、復讐の為に実業家となり、26年をかけて資産家に復讐を仕掛ける。

### スタッフ
- 脚本：池端俊策、加藤正人
- 演出：鶴橋康夫、岡本浩一、白川士
- 音楽：丸谷晴彦
- 企画：近藤晋
- プロデューサー：堀口良則、代情明彦
- チーフプロデューサー：今村紀彦
- 製作プロダクション：東北新社クリエイツ

### キャスト
- 柏木圭一：佐藤浩市、橋龍吾（18歳時）、幼少時を演じた子役はエキストラ
- 江成未央：本上まなみ
- 江成（寺島）亜木子：古手川祐子、宮本真希（18歳時）
- 江成達也：風間杜夫、本宮泰風（24歳時）
- 江成茂三郎：川地民夫
- 本橋一馬：中村俊介
- 本橋加代：寺田千穂
- 柏木奈緒子：大塚寧々
- 柏木圭吾：六平直政
- 寺島浩一郎：益岡徹
- 杉田織江：永島暎子
- 杉田由香利：黒谷友香
- 新谷英子：新山千春
- 平間順三：本田博太郎
- 木内：黒田アーサー（第1・2話）
- 高畑：沢本忠雄（第1・7話）
- 桑田規夫：森本レオ
- 及川広美：古尾谷雅人
- 児玉亮：加藤雅也
- 横矢孝義：津川雅彦

### 主題歌
- hiro「Eternal Place」

### サブタイトル
1. 北海道…愛と復讐　【名馬の血統】　　　　　　　　　　　　8.8％
2. 過去からの脅迫状　【二人の焦点】　　　　　　　　　　　　7.5％
3. 誘惑する魔性の女　【蘇る記憶】　　　　　　　　　　　　　6.7％
4. 第3の殺人明かされる真相愛の急展開　【夢の破片】　　　　 7.8％
5. 祝電の脅迫状…敵は誰だ　【招かざる客】　　　　　　　　　6.9％
6. 遺書26年前驚きの新事実　【偽りの証】　　　　　　　　　　6.6％
7. 復讐第2章真犯人への逆襲　【仮面の下】　　　　　　　　　 6.5％
8. 号泣封印した遺書の中身　【告白】　　　　　　　　　　　　8.0％
9. 悲痛最愛の人の命が…!!　【汚点の代償】　　　　　　　　　 5.9％
10. 悲恋の結末あなたの子よ　【裁かれし者】　　　　　　　　　7.7％
11. 愛心中もう止まらない　【決断の日】  　　　　　　　　 　　6.3％
12. 結婚・幸福の南の島へ　【過去との訣別】 　　　　　　　　 6.5％

```
  平均視聴率 7.10%（視聴率は関東地区・ビデオリサーチ社調べ）
```

## 関連商品
- 天国への階段 Vol.1～Vol.4（バップ）　2002年9月19日発売。DVDの単品商品。
DVD-BOXは発売されていない。放送では使用されていたレッド・ツェッペリンの『天国への階段』が、ベドルジハ・スメタナのモルダウに変更されている。

| 読売テレビ 月曜10時枠の連続ドラマ | 読売テレビ 月曜10時枠の連続ドラマ | 読売テレビ 月曜10時枠の連続ドラマ     |
| 前番組                            | 番組名                            | 次番組                                |
| --------------------------------- | --------------------------------- | ------------------------------------- |
| ギンザの恋 （2002.1.7 - 2.18）    | 天国への階段 （2002.4.8 - 6.24）  | 私立探偵 濱マイク （2002.7.1 - 9.16） |